# Phoraspis luteola
Phoraspis luteola är en kackerlacksart som beskrevs av Blanchard 1837. Phoraspis luteola ingår i släktet Phoraspis och familjen jättekackerlackor. Inga underarter finns listade i Catalogue of Life.